# قلبرينة

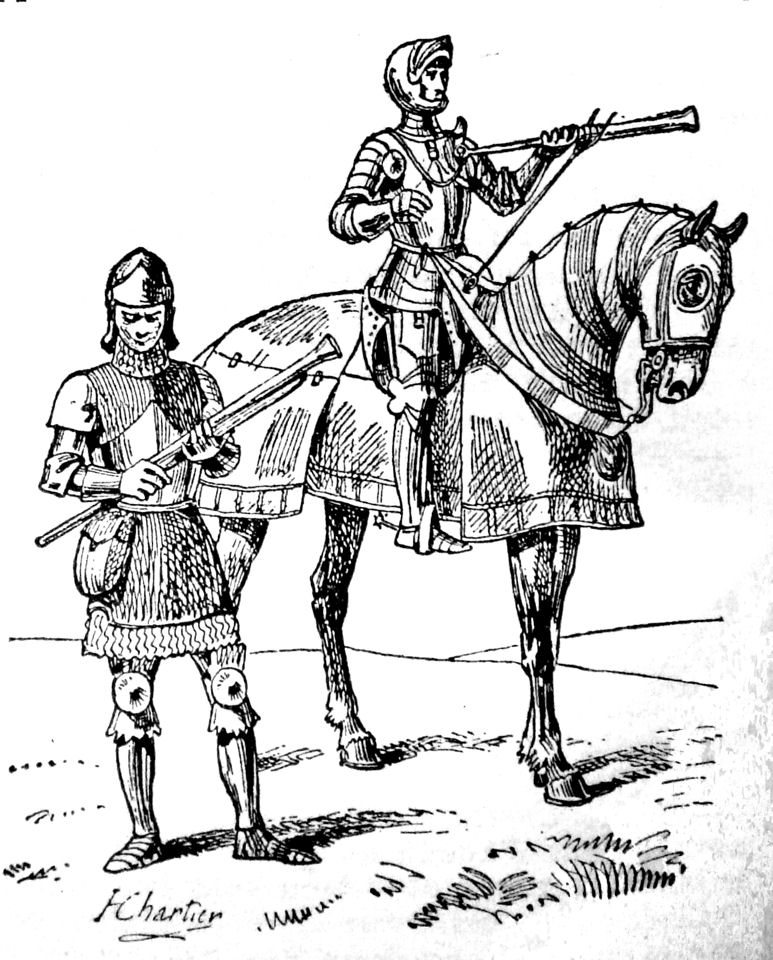
مستخدمي القلبرينة من القرن الخامس عشر

كانت القُلَبْرِينَة (مُعَرَّبة من الإسبانية Culebrina، وجمعها: قُلَبْرينَات) في البداية سلفًا للبندقية اليدوية قربينة، ولكن اُستخدمت لاحقًا لوصف نوع من المدافع يعود للقرون الوسطى وعصر النهضة. المصطلح مشتق من الكلمة القديمة culuering والكلمة الفرنسية couleuvrine (من الكلمة couleuvre التي تعني "حفث"، وهو صنف من الثعابين غير السامة). منذ أن اُستخدمت في الأصل سلاحًا محمولًا، كُيِّفَت لكي يستخدمها الفرنسيين مدفعيةً في القرن الخامس عشر وللاستخدام البحري عند الإنجليز في القرن السادس عشر. كانت القلبرينة بصفتها آلةً مدفعيةً يحتوي على ماسورة طويلة ذات جوف أملس بمدى طويل نسبيًا وبمسار مستقيم، وتُستخدم لإطلاق مقذوفات مستديرة صلبة ذات سرعة فوهية عالية.

## وصلات خارجية
- "Culevrin (cannon)" في الموسوعة البريطانية
- مواصفات وصور القلبرينة الفرنسية الموجودة في جزر الأزور نسخة محفوظة 28 أكتوبر 2021 على موقع واي باك مشين.